# Guerra delle Pianure centrali
La guerra delle Pianure centrali del 1930 (中原大戰T, 中原大战S, Zhongyuan DàzhànP) fu una guerra civile tra il governo nazionalista del Kuomintang di Nanchino, diretto da Chiang Kai-shek, e diversi comandanti regionali che erano stati alleati di Chiang durante la Spedizione del Nord.
Dopo la fine della Spedizione del Nord, nel 1928, Yan Xishan, Feng Yuxiang, Li Zongren e Zhang Fakui interruppero i rapporti con Chiang poco dopo una conferenza di smilitarizzazione, nel 1929, e insieme formarono una coalizione anti-Chiang per sfidare apertamente la legittimità del governo di Nanchino. La guerra fu il più grande conflitto del periodo dei signori della guerra, combattuta attraverso Henan, Shandong, Anhui e altre aree delle Pianure centrali, coinvolgendo 300 000 soldati di Nanchino e 700 000 della coalizione.

## Antefatto

### Ascesa di Chiang Kai-shek
Rispetto ad altri alti funzionari del partito come Hu Hanmin e Wang Jingwei, lo status politico di Chiang Kai-shek nel Kuomintang (KMT) all'inizio era meno elevato. Chiang iniziò la sua salita alla ribalta nel 1917 durante il movimento di protezione della costituzione e la formazione del governo di Guangzhou, dove mostrò il suo talento militare. La svolta arrivò nel 1923 quando Chen Jiongming lanciò una ribellione contro Sun Yat-sen a Guangzhou. Il ruolo di Chiang, nell'aiutare Sun a ritirarsi da Guangzhou, alla fine lo aiutò a diventare il pupillo di Sun.
Dopo la morte di Sun nel 1925, iniziarono ad emergere fazioni all'interno del Kuomintang. Una lotta di potere tra Chiang e Wang Jingwei determinò la divisione del KMT. Chiang fu in grado di usare la sua influenza, come comandante dell'Accademia militare di Whampoa, e assunse la guida del partito, costringendo Wang all'esilio all'estero. Nel 1926, Chiang fu scelto solennemente come comandante del neonato Esercito Rivoluzionario Nazionale e lanciò la Spedizione del Nord. Nel corso della spedizione, Chiang riuscì a formare un'alleanza con gli eserciti dei signori della guerra Feng Yuxiang, Yan Xishan e Li Zongren.

### Riunificazione della Cina (1928)
La Spedizione del Nord si concluse con la riunificazione della Cina, nel 1928, sotto il governo di Nanchino, poiché Zhang Xueliang dichiarò la fedeltà del suo esercito del nord-est al governo nazionalista di Nanchino, a seguito dell'assassinio di suo padre, Zhang Zuolin, da parte della giapponese Armata del Kwantung. Mentre Chiang emergeva come il capo supremo della Repubblica di Cina, la riunificazione presto incappò in problemi poiché diverse fazioni del Kuomintang si trovarono in disaccordo, sulla demilitarizzazione, durante una conferenza militare nel 1929. L'Esercito Rivoluzionario Nazionale fu riorganizzato in quattro gruppi dopo la Spedizione del Nord, incorporando eserciti dei signori della guerra regionali. Il primo gruppo di armate era formato dalla cricca di Whampoa, conosciuta come Esercito centrale, che era diretta personalmente da Chiang. Il secondo gruppo era composto da elementi Guominjun guidati da Feng Yuxiang. Il gruppo della Terza Armata era guidato da Yan Xishan della cricca di Shanxi, mentre il Quarto Gruppo da Li Zongren della Nuova cricca del Guangxi.

## Preludio

### Coalizione anti Chiang
In seguito alla conferenza di smilitarizzazione del 1929, Li Zongren, Bai Chongxi e Huang Shaohong, della cricca Guangxi, interruppero i rapporti con Chiang nel marzo del 1929. Ciò diede inizio allo scontro tra questi comandanti e il governo di Nanchino. A maggio, Feng Yuxiang, dell'esercito nord-occidentale, si scontrò con Chiang. A novembre, Li Zongren fece una dichiarazione per formare una coalizione anti-Chiang insieme a Wang Jingwei. A dicembre Tang Shengzhi e Zhang Fakui annunciarono il loro sostegno alla coalizione anti-Chiang. Il governo di Nanchino rispose espellendo Wang Jingwei dal partito per la sua partecipazione alla coalizione anti-Chiang. La coalizione creò un nuovo governo del KMT a Pechino per mostrare la sua sfida al governo di Nanchino. Nel febbraio 1930 Yan Xishan, della cricca di Shanxi, richiese le dimissioni di Chiang dal KMT, cosa che fu rifiutata. Più tardi, nello stesso mese, Yan assunse la posizione di comando nella coalizione anti-Chiang, con l'assistenza di Feng e Li, mentre Zhang Xueliang scelse di rimanere "fedele" a Chiang.

### Alleati di Chiang Kai-shek
Il governo di Nanchino ebbe il sostegno dei musulmani cinesi della provincia del Gansu nella Cina nord-occidentale. Mentre la regione era originariamente sotto la sfera di influenza dell'esercito nord-occidentale, influenti leader musulmani tra cui Ma Tingrang, Ma Zhongying e Ma Fuxiang interruppero le relazioni con Feng Yuxiang nel 1928. Le forze dei musulmani cinesi rimasero fedeli al governo di Nanchino, durante la guerra, allontanando le forze del Feng dalle Pianure centrali.

### Preparazione

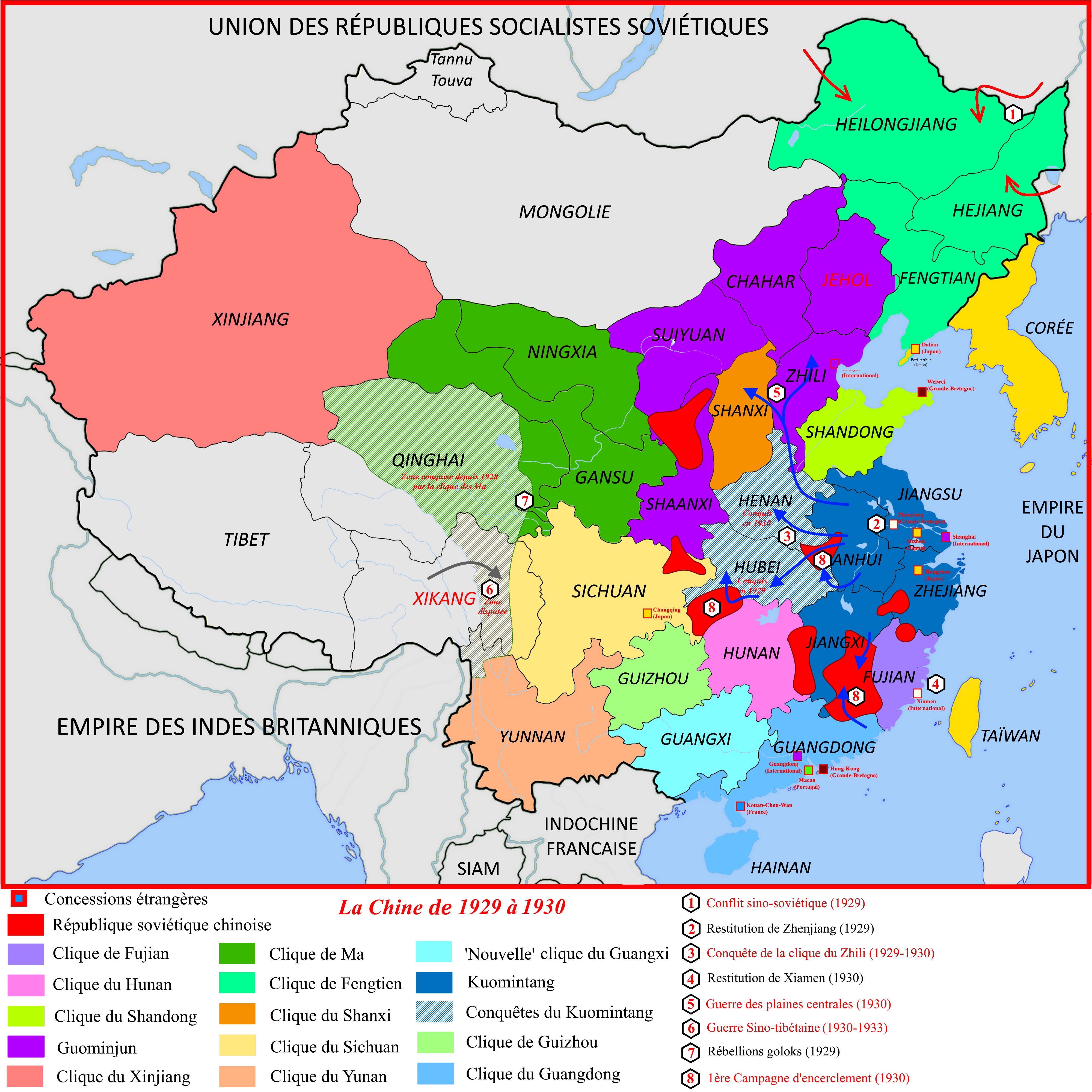
La Cina dal 1929 al 1930.

La coalizione anti-Chiang pianificò il suo attacco al governo nazionalista di Nanchino attraverso diverse direzioni di marcia. Si supponeva che Li Zongren guidasse l'esercito del Guangxi da Guangxi verso Hunan per minacciare la fortezza di Chiang (Wuhan). Feng Yuxiang guidava l'esercito del nord-ovest e marciava da Henan a Shandong, attaccando Xuzhou mentre faceva pressione su Wuhan. Yan Xishan guidava l'esercito Shanxi e si coordinava con l'esercito del nord-ovest per colpire Xuzhou insieme, e marciare verso Nanchino dopo che Xuzhou era stata catturata dalla coalizione.
In risposta ai preparativi, i nazionalisti chiesero ad Han Fuqu di istituire una difesa sulla sponda meridionale del fiume Giallo per contrastare l'Esercito dello Shanxi. Le principali forze dei nazionalisti sarebbero rimaste di stanza a Xuzhou in attesa di imminenti offensive.

## Corso della guerra

### Offensiva di Chiang (maggio-giugno 1930)
L'11 maggio l'esercito centrale guidato da Chiang Kai-shek lanciò una serie di offensive contro Yan Xishan e Feng Yuxiang. Seguendo il tracciato della ferrovia Longhai, l'Esercito Centrale marciò da Xuzhou verso ovest, raggiungendo la periferia di Kaifeng nella provincia di Henan il 16 maggio. L'Esercito del Nord-Ovest, essendo il più forte nella coalizione anti-Chiang, annientò l'Esercito centrale guidato da Chen Cheng a Gansu alla fine di maggio, con Chiang che riuscì a sfuggire ad una cattura quasi certa. L'Esercito del Nord-Ovest non poté capitalizzare la sua vittoria, poiché l'Esercito dello Shanxi non era stato in grado di arrivare in tempo per fornire ulteriori danni all'Esercito Centrale. Con gli alleati di Chiang nella provincia di Gansu, l'esercito del nord-ovest si dovette mettere sulla difensiva dopo la vittoria. A Kaifeng l'esercito nord-occidentale respinse gli attacchi delle forze di Chiang, infliggendo loro pesanti perdite. Le forze combinate dell'Esercito dello Shanxi e dell'Esercito del Nord-Ovest si impegnarono, in seguito, nel più grande conflitto bellico, nell'attacco a Xuzhou, con entrambi i contendenti che, in totale, ebbero perdite superiori a 200 000 uomini. L'esercito dello Shanxi si ritirò da Jinan ed ebbe ulteriori perdite mentre attraversava il fiume Giallo. La mancanza di coordinamento tra le forze della coalizione anti-Chiang fu l'inizio della svolta a favore del governo di Nanchino.

### Cambio del corso della guerra (giugno-settembre 1930)
Nei campi di battaglia meridionali l'esercito del Guangxi, guidato da Li Zongren e Bai Chongxi, marciò verso nord e prese Yueyang, ma le forze di Chiang riuscirono a sorprenderli dalle retrovie, costringendoli a ritirarsi nella loro provincia. Nello Shandong l'esercito dello Shanxi prese Jinan il 25 giugno. Dopo aver sconfitto l'esercito del Guangxi a Hunan, il governo di Nanchino decise di lanciare un'importante controffensiva contro l'esercito dello Shanxi nello Shandong. In marcia da Tsingtao, le forze di Chiang riconquistarono Jinan il 15 agosto. L'Esercito Centrale aveva ammassato truppe nelle province di Gansu e Shaanxi, lanciando l'offensiva finale contro l'Esercito del Nord-Ovest, durata dalla fine di agosto all'inizio di settembre.

### Intervento dell'Armata di nord-est (settembre-novembre 1930)
Il 18 settembre, Zhang Xueliang e l'esercito di nord-est abbandonarono la loro neutralità e dichiararono il loro sostegno a Chiang. Alcuni giorni dopo, l'Esercito di Nord-Est entrò nella pianura della Cina del Nord, attraverso il Passo Shanhai, e prese Pechino due giorni dopo. L'Esercito dello Shanxi si ritirò a nord del fiume Giallo, mentre l'Esercito del Nord-Ovest crollò, dal momento che il morale della coalizione anti-Chiang non esisteva più. Il 4 novembre sia Yan Xishan che Feng Yuxiang annunciarono le dimissioni, ponendo fine alle ostilità e alle sfide regionali contro il governo di Nanchino.

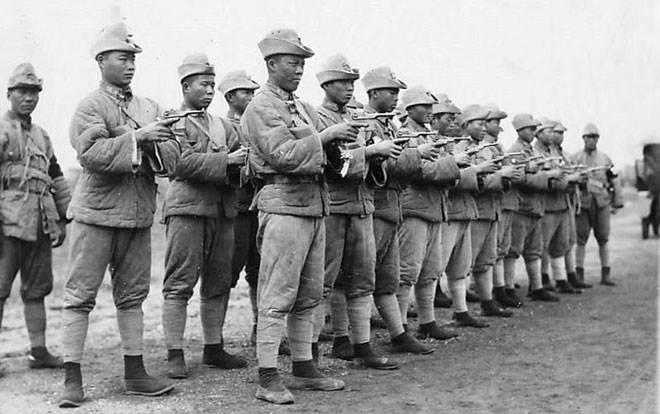
L'Armata di nord-ovest
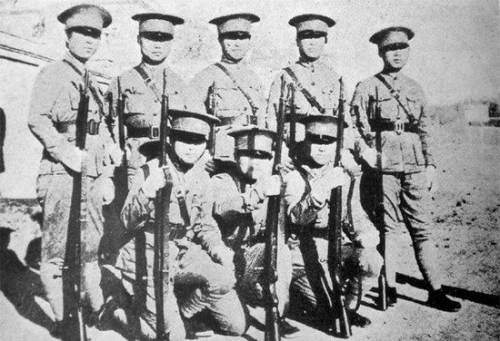
L'Armata di Shanxi
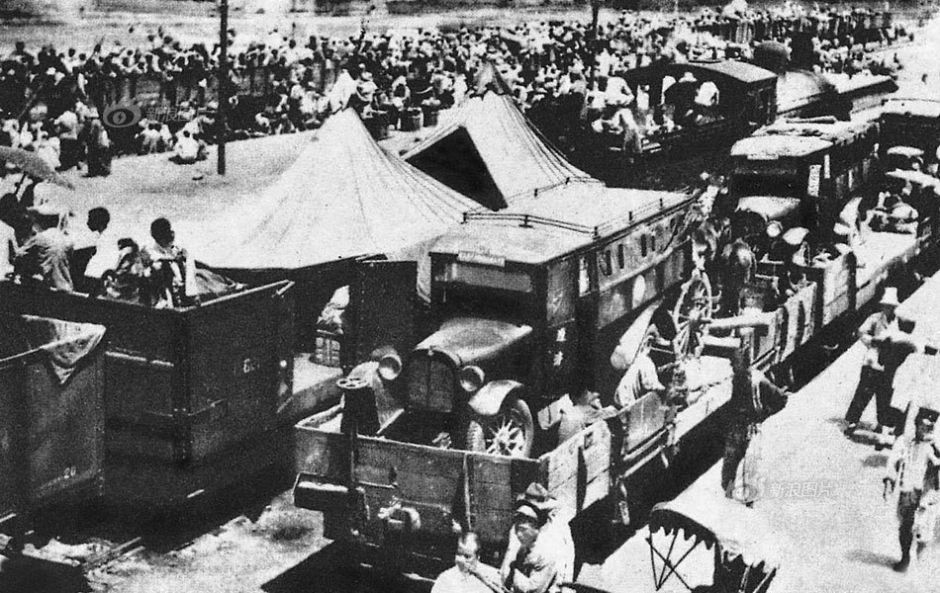
L'Armata centrale

## Conseguenze
La guerra delle Pianure centrali fu il più grande conflitto armato in Cina, dopo la Spedizione del Nord terminata nel 1928. I conflitti si diffusero in più province, coinvolgendo diversi comandanti regionali con forze combinate di più di un milione di uomini. Anche se il governo nazionalista di Nanchino ne uscì vittorioso, il conflitto era stato economicamente costoso ed ebbe un'influenza negativa sulle successive campagne di accerchiamento nei confronti del Partito Comunista Cinese.
Dopo l'ingresso dell'esercito nord-orientale nella Cina centrale, la difesa della Manciuria fu significativamente indebolita, il che portò indirettamente all'aggressione giapponese nell'Incidente di Mukden. Mentre Chiang emerse dalla guerra, dopo aver consolidato il suo potere di capo supremo, e si affermò come un "comandante militare compiuto", le fazioni regionali del Kuomintang e le loro rivalità rimasero irrisolte portarono a vari problemi in seguito nella seconda guerra sino-giapponese e nella guerra civile cinese.